# Рыбинский, Казимеж Анджей
Кази́меж А́нджей Рыби́нский (пол. Kazimierz Andrzej Rybiński, 30 ноября 1924, Лодзь — 8 сентября 2011, Лодзь) — польский врач, специализировавшийся в области хирургии и эндокринной хирургии, хабилитированный доктор, профессор, основатель эндокринной хирургии в Польше.

## Биография

### Образование
Родился 30 ноября 1924 года в Лодзи. Детство провёл у дедушки в Варте, там же окончил начальную школу. В 1937 году поступил в среднюю школу в Лодзи. Учёба была прервана началом Второй мировой войны. В 17-летнем возрасте был вывезен в Германию на принудительные работы. Работал на фабрике в Берлине, где участвовал в подпольной деятельности, организовывал саботажи. В 1943 году арестован и доставлен в концлагерь Бухенвальд, затем перевезён в концлагерь Дахау. Был истощён из-за охватившего лагерь брюшного тифа. Выжил благодаря антибиотикам, которые были у американских военных, освободивших заключённых, и это повлияло на выбор будущей профессии: Казимеж Рыбинский решил посвятить себя медицине. После освобождения продолжил образование в Мюнхене, где в 1946 году получил аттестат зрелости и поступил на медицинский факультет местного университета. В 1948 году вернулся в Польшу и закончил образование в Лодзинской медицинской академии. В 1952 году получил диплом врача.

### Хирургическая карьера
После окончания учёбы начал работать ассистентом во 2-м отделении хирургии Медицинского университета в Лодзи. Там же 26 октября 1954 года получил специализацию первой степени по хирургии, 2 марта 1959 года — специализацию второй степени в этой же области. С 1958 года был ассистентом профессора Яна Молла, директора Второй хирургической клиники. 16 января 1962 года защитил диссертацию «Исследование функции лёгких после операций на брюшной полости» (пол. «Badania czynności płuc po operacji w obrębie jamy brzusznej») и получил звание доктора медицинских наук и должность доцента. С 1964 года — директор Клинической больницы имени Стерлинга в Лодзи. Советом медицинского факультета Лодзинской медицинской академии 28 июня 1966 года Казимежу Рыбинскому была присуждена степень хабилитированного доктора наук после защиты диссертации «Активность лёгочного кровообращения во время лёгочной и сердечной хирургии» (пол. «Czynność krążenia płucnego podczas operacji w obrębie płuc i serca»). В 1967 году вместе с профессором Яном Моллом провёл в Лодзи первую операцию по пересадке почки.

### Кардиохирургический опыт
В 1966–1967 годах работал в хирургических клиниках Европы: в Берлине, Мюнхене и Халле (Вестфалия), изучал последние достижения в области хирургии. Получил опыт, позволявший выполнить пересадку сердца. Разработал рекомендации по кардиохирургии и трансплантологии, широко опубликованные в различных медицинских изданиях мира.
Через 13 месяцев после первой в мире трансплантации сердца, в январе 1969 года, вместе с профессором Яном Моллом Казимеж Рыбинский провёл первую в Польше пересадку сердца в Лодзи (он возглавлял операционную бригаду донора, профессор Молл — операционную бригаду реципиента). Операция закончилась неудачно — после трансплантации пациент, 32-летний фермер из Лодзи, скончался. Родственники умершего подали на врачей жалобу в прокуратуру, утверждая, что не давали согласия на трансплантацию; в клинике прошло несколько прокурорских проверок, всё это в итоге стало причиной смены направления научных интересов профессора Рыбинского.

### Развитие эндокринной хирургии
В 1973 году в рамках научного обмена DAAD Казимеж Рыбинский работал в ведущих европейских исследовательских центрах эндокринной хирургии — в Брно, Мюнхене и Зальцбурге. В том же году на него была возложена обязанность организации отделения общей хирургии в недавно созданной больнице имени Н. Коперника в Лодзи, которая в 1975 году стала частью Института эндокринологии Лодзинского медицинского университета и первой клиникой эндокринной хирургии в Польше. Как её руководитель, 6 июня 1975 года Казимеж Рыбинский получил звание ассоциированного профессора.
В 1976 году назначен проректором по клинической работе Лодзинской медицинской академии. В клинике он создал лабораторию экспериментальной хирургии, в которой провёл новаторские исследования по использованию трансплантатов бета-клетки поджелудочной железы и исследования в области хирургии щитовидной железы, надпочечников и паращитовидных желёз. По инициативе Казимежа Рыбинского в 1978 году была создана Секция эндокринной хирургии Польского эндокринологического общества, первым президентом которой он стал и занимал эту должность до 2002 года.
В 1985 году Казимежу Рыбинскому было присвоено звание полного профессора. В 1987–1991 годах он был директором Института эндокринологии Лодзинской медицинской академии. В 1993 году основал первую Польскую школу лапароскопической хирургии. Вышел на пенсию в 1995 году, продолжая работать в созданной им клинике. Стал почётным членом Общества польских хирургов. В 2003 году организовал в Вене учредительное собрание Европейского общества эндокринной хирургии.
Умер в возрасте 87 лет, похоронен на кладбище Заржев в Лодзи.

## Научные труды
Является автором или соавтором более 250 научных работ.

## Награды
За выдающиеся заслуги в области хирургии в 1999 году награждён медалью Людвика Ридигера, учреждённой Краковской ассоциацией имени Людвика Ридигера.

## Семья
Два сына Казимежа Рыбинского также стали медиками: Кшиштоф — гинекологом, Лешек — кардиохирургом.